# Княжье Село
Кня́жье Село́ — деревня в Смоленской области России, Глинковский район. По состоянию на 2007 год постоянного населения не имеет.  Входит в состав Глинковского сельского поселения.
Расположена в центральной части области в 6 км к юго-западу от села Глинка, в 9 км севернее  автодороги Р96 Новоалександровский(А101) — Спас-Деменск — Ельня — Починок. В 9 км севернее деревни железнодорожная станция Клоково на линии Смоленск — Сухиничи.

## История
В годы Великой Отечественной войны деревня была оккупирована гитлеровскими войсками в июле 1941 года, освобождена в ходе Смоленской операции в 1943 году. 